# Clytus angustefasciatus
Clytus angustefasciatus är en skalbaggsart som beskrevs av Maurice Pic 1943. Clytus angustefasciatus ingår i släktet Clytus och familjen långhorningar. Inga underarter finns listade i Catalogue of Life.